# Lijst van voetbalinterlands Chili - Paraguay
Deze lijst van voetbalinterlands is een overzicht van alle officiële voetbalwedstrijden tussen de nationale teams van Chili en Paraguay. De Zuid-Amerikaanse landen speelden tot op heden 68 keer tegen elkaar. De eerste ontmoeting was in Rio de Janeiro (Brazilië) op 5 oktober 1922, tijdens de strijd om de Copa América 1922. Het laatste duel, een kwalificatiewedstrijd voor het Wereldkampioenschap voetbal 2026, vond plaats op 20 maart 2025 in Asunción.

## Wedstrijden
| №  | Plaats         | Datum             | Competitie           | Wedstrijd        | Uitslag |
| -- | -------------- | ----------------- | -------------------- | ---------------- | ------- |
| 1  | Rio de Janeiro | 5 oktober 1922    | Copa América 1922    | Chili – Paraguay | 0 – 3   |
| 2  | Montevideo     | 1 november 1924   | Copa América 1924    | Chili – Paraguay | 1 – 3   |
| 3  | Santiago       | 3 november 1926   | Copa América 1926    | Chili – Paraguay | 5 – 1   |
| 4  | Buenos Aires   | 17 januari 1937   | Copa América 1937    | Chili – Paraguay | 2 – 3   |
| 5  | Lima           | 15 januari 1939   | Copa América 1939    | Chili – Paraguay | 1 – 5   |
| 6  | Santiago       | 26 februari 1939  | Vriendschappelijk    | Chili – Paraguay | 4 – 1   |
| 7  | Montevideo     | 22 januari 1942   | Copa América 1942    | Chili – Paraguay | 0 – 2   |
| 8  | Buenos Aires   | 19 januari 1946   | Copa América 1946    | Chili – Paraguay | 2 – 1   |
| 9  | Guayaquil      | 23 december 1947  | Copa América 1947    | Chili – Paraguay | 0 – 1   |
| 10 | São Paulo      | 27 april 1949     | Copa América 1949    | Chili – Paraguay | 2 – 4   |
| 11 | Lima           | 25 februari 1953  | Copa América 1953    | Chili – Paraguay | 0 – 3   |
| 12 | Asunción       | 14 februari 1954  | WK 1954 kwalificatie | Paraguay – Chili | 4 – 0   |
| 13 | Santiago       | 21 februari 1954  | WK 1954 kwalificatie | Chili – Paraguay | 1 – 3   |
| 14 | Santiago       | 20 maart 1955     | Copa América 1955    | Chili – Paraguay | 5 – 0   |
| 15 | Montevideo     | 12 februari 1956  | Copa América 1956    | Chili – Paraguay | 2 – 0   |
| 16 | Buenos Aires   | 11 maart 1959     | Copa América 1959    | Chili – Paraguay | 1 – 2   |
| 17 | Santiago       | 18 december 1960  | Vriendschappelijk    | Chili – Paraguay | 4 – 1   |
| 18 | Santiago       | 21 december 1960  | Vriendschappelijk    | Chili – Paraguay | 3 – 1   |
| 19 | Montevideo     | 22 januari 1967   | Copa América 1967    | Chili – Paraguay | 4 – 2   |
| 20 | Asunción       | 8 juni 1969       | Vriendschappelijk    | Paraguay – Chili | 0 – 1   |
| 21 | Santiago       | 6 juli 1969       | Vriendschappelijk    | Chili – Paraguay | 0 – 0   |
| 22 | Santiago       | 14 juli 1971      | Vriendschappelijk    | Chili – Paraguay | 3 – 2   |
| 23 | Asunción       | 8 augustus 1971   | Vriendschappelijk    | Paraguay – Chili | 2 – 0   |
| 24 | Santiago       | 22 december 1974  | Vriendschappelijk    | Chili – Paraguay | 1 – 0   |
| 25 | Santiago       | 26 januari 1977   | Vriendschappelijk    | Chili – Paraguay | 4 – 0   |
| 26 | Asunción       | 2 februari 1977   | Vriendschappelijk    | Paraguay – Chili | 2 – 0   |
| 27 | Asunción       | 28 november 1979  | Copa América 1979    | Paraguay – Chili | 3 – 0   |
| 28 | Santiago       | 5 december 1979   | Copa América 1979    | Chili – Paraguay | 1 – 0   |
| 29 | Buenos Aires   | 11 december 1979  | Copa América 1979    | Chili – Paraguay | 0 – 0   |
| 30 | Asunción       | 7 juni 1981       | WK 1982 kwalificatie | Paraguay – Chili | 0 – 1   |
| 31 | Santiago       | 21 juni 1981      | WK 1982 kwalificatie | Chili – Paraguay | 3 – 0   |
| 32 | Asunción       | 24 juli 1983      | Vriendschappelijk    | Paraguay – Chili | 1 – 0   |
| 33 | Antofagasta    | 17 augustus 1983  | Vriendschappelijk    | Chili – Paraguay | 3 – 2   |
| 34 | Viña del Mar   | 6 februari 1985   | Vriendschappelijk    | Chili – Paraguay | 1 – 0   |
| 35 | Asunción       | 9 oktober 1985    | Vriendschappelijk    | Paraguay – Chili | 0 – 0   |
| 36 | Santiago       | 19 oktober 1985   | Vriendschappelijk    | Chili – Paraguay | 0 – 0   |
| 37 | Asunción       | 10 november 1985  | WK 1986 kwalificatie | Paraguay – Chili | 3 – 0   |
| 38 | Santiago       | 17 november 1985  | WK 1986 kwalificatie | Chili – Paraguay | 2 – 2   |
| 39 | Asunción       | 27 september 1988 | Vriendschappelijk    | Paraguay – Chili | 2 – 0   |
| 40 | Santiago       | 14 juli 1991      | Copa América 1991    | Chili – Paraguay | 4 – 0   |
| 41 | Cuenca         | 18 juni 1993      | Copa América 1993    | Paraguay – Chili | 1 – 0   |
| 42 | La Serena      | 19 juni 1995      | Vriendschappelijk    | Chili – Paraguay | 0 – 1   |
| 43 | Asunción       | 9 oktober 1996    | WK 1998 kwalificatie | Paraguay – Chili | 2 – 1   |
| 44 | Cochabamba     | 11 juni 1997      | Copa América 1997    | Chili – Paraguay | 0 – 1   |
| 45 | Santiago       | 20 juli 1997      | WK 1998 kwalificatie | Chili – Paraguay | 2 – 1   |
| 46 | Santiago       | 29 juni 2000      | WK 2002 kwalificatie | Chili – Paraguay | 3 – 1   |
| 47 | Asunción       | 2 juni 2001       | WK 2002 kwalificatie | Paraguay – Chili | 1 – 0   |
| 48 | Santiago       | 18 november 2003  | WK 2006 kwalificatie | Chili – Paraguay | 0 – 1   |
| 49 | Arequipa       | 11 juli 2004      | Copa América 2004    | Chili – Paraguay | 1 – 1   |
| 50 | Asunción       | 30 maart 2005     | WK 2006 kwalificatie | Paraguay – Chili | 2 – 1   |
| 51 | Viña del Mar   | 15 november 2006  | Vriendschappelijk    | Chili – Paraguay | 3 – 2   |
| 52 | Santiago       | 21 november 2007  | WK 2010 kwalificatie | Chili – Paraguay | 0 – 3   |
| 53 | Asunción       | 6 juni 2009       | WK 2010 kwalificatie | Paraguay – Chili | 0 – 2   |
| 54 | Asunción       | 23 juni 2011      | Vriendschappelijk    | Paraguay – Chili | 0 – 0   |
| 55 | Santiago       | 15 november 2011  | WK 2014 kwalificatie | Chili – Paraguay | 2 – 0   |
| 56 | La Serena      | 21 december 2011  | Vriendschappelijk    | Chili – Paraguay | 3 – 2   |
| 57 | Luque          | 15 februari 2012  | Vriendschappelijk    | Paraguay – Chili | 2 – 0   |
| 58 | Asunción       | 7 juni 2013       | WK 2014 kwalificatie | Paraguay – Chili | 1 – 2   |
| 59 | Santiago       | 5 september 2015  | Vriendschappelijk    | Chili – Paraguay | 3 – 2   |
| 60 | Asunción       | 1 september 2016  | WK 2018 kwalificatie | Paraguay − Chili | 2 − 1   |
| 61 | Santiago       | 31 augustus 2017  | WK 2018 kwalificatie | Chili − Paraguay | 0 − 3   |
| 62 | Brasilia       | 24 juni 2021      | Copa América 2021    | Chili − Paraguay | 0 − 2   |
| 63 | Santiago       | 10 oktober 2021   | WK 2022 kwalificatie | Chili − Paraguay | 2 − 0   |
| 64 | Asunción       | 11 november 2021  | WK 2022 kwalificatie | Paraguay − Chili | 0 − 1   |
| 65 | Santiago       | 27 maart 2023     | Vriendschappelijk    | Chili − Paraguay | 3 − 2   |
| 66 | Santiago       | 16 november 2023  | WK 2026 kwalificatie | Chili − Paraguay | 0 − 0   |
| 67 | Santiago       | 11 juni 2024      | Vriendschappelijk    | Chili − Paraguay | 3 − 0   |
| 68 | Asunción       | 20 maart 2025     | WK 2026 kwalificatie | Paraguay − Chili | 1 − 0   |

## Samenvatting
| Competitie        | Totaal gespeeld | Winst Chili | Gelijk | Winst Paraguay | Doelsaldo Chili – Paraguay |
| ----------------- | --------------- | ----------- | ------ | -------------- | -------------------------- |
| WK-kwalificatie   | 22              | 9           | 2      | 11             | 24 − 30                    |
| Copa América      | 22              | 7           | 2      | 13             | 31 − 38                    |
| Vriendschappelijk | 24              | 14          | 4      | 6              | 39 – 26                    |
| Totaal            | 68              | 30          | 8      | 30             | 94 – 94                    |

Wedstrijden bepaald door strafschoppen worden, in lijn met de FIFA, als een gelijkspel gerekend.

## Details

### 59ste ontmoeting
| Vriendschappelijk (Santiago, Chili, 5 september 2015): |              | |
| Chili | 3 – 2        | Paraguay |
| Felipe Gutiérrez 7' Felipe Gutiérrez 64' Alexis Sánchez 82' | goals        | 51' Jonathan Fabbro 53' Jorge Benítez |
| Jorge Sampaoli | bondscoach   | Ramón Díaz |
| Johnny Herrera Eugenio Mena Gonzalo Jara Mauricio Isla Marcelo Díaz Jorge Valdivia Gary Medel Felipe Gutiérrez Matías Fernández Junior Fernandes 58' Alexis Sánchez | opstellingen | Antony Silva Bruno Valdez Miguel Samudio Gustavo Gómez Eduardo Aranda 81' Jonathan Fabbro 46' Óscar Romero 67' Hernán Pérez 86' Néstor Ortigoza 61' Jorge Moreira 46' José Ortigoza |
| Ángelo Henríquez 58' | wissels      | 46' Cecilio Domínguez 46' Jorge Benítez 61' Juan Patiño 67' Gustavo Mencia 81' Miguel Almirón 86' Rodrigo Rojas                                                                     |
| Mauricio Isla 78' | gele kaarten | 39' Jonathan Fabbro 56' Jorge Benítez 61' Hernán Pérez 77' Bruno Valdez |